# زملول جاوي
زملول جاوي (الاسم العلمي: Exobasidium javanicum) هو نوع من الفطريات يتبع جنس الزملول من فصيلة الزملولية